# لوكاس ماير
لوكاس ماير (بالألمانية: Lucas Mayer) مواليد 16 فبراير 1983 في بريغنز، النمسا، هو لاعب كرة يد نمساوي يلعب كظهير أيمن. مثل منتخب النمسا لكرة اليد.

## سجل المنافسة
شارك في البطولات التالية:
- بطولة العالم لكرة اليد للرجال 2015

## روابط خارجية
- لوكاس ماير على موقع الاتحاد الأوروبي لكرة اليد (الإنجليزية)